# رافاييل كونتي
رافاييل كونتي (بالإنجليزية: Rafael Conti)‏ هو عسكري أمريكي، ولد في 1746 في Aguadilla, Puerto Rico ‏ في الولايات المتحدة، وتوفي في 1814 في ماياجويز في الولايات المتحدة.